# Frederik Verstegen

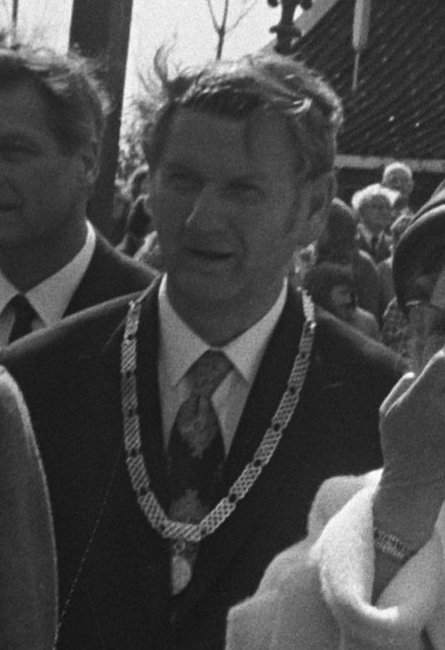
F. Verstegen (1972)

Frederik Verstegen (Den Helder, 4 februari 1907 – Uitgeest, 19 december 1972) was een Nederlands burgemeester van de VVD.
Na enkele jaren gewerkt te hebben bij het bedrijf van zijn vader werd Verstegen in 1928 volontair bij de inspectie van de gemeentelijke belastingen in zijn geboorteplaats. Vervolgens maakte hij carrière bij de gemeente Den Helder waar hij in 1936 adjunct-commies 1e klas werd. In 1940 ging F. Verstegen bij de gemeente Leiden werken als hoofd-administratief ambtenaar en in 1947 volgde daar zijn benoeming tot gemeente-ontvanger. Hij werd acht jaar later in Leiden ook directeur van de Dienst Kasbeheer en Kredietwezen (DKK). Midden jaren 60 was hij gemeenteraadslid en wethouder in Bergen. Vanaf eind 1967 was hij enige tijd waarnemend burgemeester van Vinkeveen en Waverveen en in 1969 werd Verstegen burgemeester van Westzaan. Na zijn pensionering in 1972 bleef hij aan als waarnemend burgemeester maar later dat jaar overleed hij op 65-jarige leeftijd.

## Familie
Verstegen werd geboren als zoon van Gerrit Johannes Hermanus Verstegen (1872-1949), sigarenmaker en later grossier, en Arendje Catharina Vink (1875-1954). Hij was getrouwd met Anna Susanna van Otteren (1906 2008) en kreeg met haar verschillende kinderen onder wie vrouwenrechtenactiviste mr. Lyda Verstegen (1936).